# Kleine Wolfsfliege
Die Kleine Wolfsfliege (Molobratia teutonus) ist ein Zweiflügler aus der Familie der Raubfliegen (Asilidae).

## Merkmale
Kleine Wolfsfliegen haben eine Körperlänge von 15 bis 24 Millimetern und gehören somit in Mitteleuropa zu den großen Arten ihrer Familie. Die schwarze Grundfarbe des Abdomens wird von einer auffälligen weißen Fleckenzeichnung kontrastiert; der Thorax ist ebenfalls schwarz mit gelblichen Anteilen, wobei das Scutum von einem gelb bestäubten Seitenstreifen begrenzt wird. Der Kopf trägt rote Fühler, das Gesicht wird unten von langen, in der oberen Hälfte von kurzen, gelbfarbenen Borsten bedeckt. Die Grundfarbe der Beine ist orange, wobei die Tarsen und Gelenke der Schenkel (Femora) schwarz gefärbt sind; die Schienen (Tibien) des ersten Beinpaares sind fast gänzlich, die der hinteren Beinpaare hingegen nur terminal schwarz. Am apikalen Ende der Schienen der Vorderbeine findet sich jeweils einen dornenförmiger Fortsatz.

## Vorkommen
Das Verbreitungsgebiet der Art erstreckt sich vom Iran über die Türkei und weite Teile des europäischen Festlands nördlich bis Schweden und östlich bis ins zentrale Russland.
In Deutschland liegen die Fundorte vorwiegend im Bereich der großen Flussläufe, wobei das nordwestdeutsche Tiefland unbesiedelt bleibt, sie ist aber in den Niederlanden und in Dänemark nachgewiesen.

## Lebensweise
Die Flugzeit der Kleine Wolfsfliege liegt zwischen April und September. Die Art ist auf Auwiesen, Dämmen oder im Randbereich von Gebüschen in der Nähe von Flussläufen anzutreffen. Erfolgen während ihrer Flugzeit Eingriffe in den Lebensraum wie etwa eine Wiesenmahd, ist sie in der Lage sich hieran durch Standortwechsel anzupassen. Die Nahrung der Kleinen Wolfsfliege besteht größtenteils aus Hautflüglern, daneben werden auch verschiedene Zweiflügler erbeutet. Einige Autoren geben Honigbienen als Vorzugsbeute an. Bei einer Untersuchung in Montenegro stellten diese zwei Drittel der Beutetiere.

## Taxonomie
Die Art wurde von Carl von Linné als Asilus teutonus beschrieben und von Frank Montgomery Hull 1958 als Typusart in die neu beschriebene Gattung Molobratia gestellt. Die Gattung umfasst 11 Arten, die überwiegend in Ostasien verbreitet sind, Molobratia egregia kommt im Kaukasus vor, ansonsten ist M. teutonus die einzige europäische Art der Gattung. Die Art gehört in die Unterfamilie Dasypogoninae. Von den anderen drei in Deutschland vorkommenden Arten der Unterfamilie ist sie anhand eines deutlichen Dorns am vorderen (apikalen) Ende der Vorderschienen in Kombination mit den gelben Seitenstreifen auf dem Skutum unterscheidbar.

## Gefährdung
In Deutschland sind heute etwa zwei Drittel der historisch belegten Vorkommen erloschen. Die Art muss daher als in ihrem Bestand stark gefährdet betrachtet werden.